# Mur végétal (La Défense)
Le Mur végétal  est une œuvre de Patrick Blanc. C'est l'une des œuvres d'art de la Défense, en France.

## Description
L'œuvre est située sur une façade à l'entrée du centre commercial Les Quatre Temps. Elle consiste en un mur végétalisé.

## Historique
L'œuvre est créée par Patrick Blanc en 2006.